# Rada Regionów FFU
Rada Regionów FFU (ukr. Комітет з розвитку футболу в регіонах
"Рада Регіонів ФФУ", Komitet z rozwytku futbołu w rehionach "Rada Rehioniw FFU") – ukraińska organizacja sportowa, założona 16 sierpnia 2000, która jest stałą aktualną komórką Ukraińskiego Związku Piłki Nożnej (FFU) oraz podporządkowana jemu. Jej przewodniczącym jest Anatolij Diaczenko.
Prowadzi rozgrywki:
- mistrzostwa obwodów, rejonów i miast Ukrainy spośród drużyn amatorskich
- Puchar obwodów, rejonów i miast Ukrainy spośród drużyn amatorskich
- młodzieżowe mistrzostwa obwodów, rejonów i miast Ukrainy spośród drużyn amatorskich.

Do składu Rady regionów wchodzą regionalne związki piłkarskie:
- Związek Piłki Nożnej AR Krymu i Sewastopola (ukr. Асоціація футболу АР Крим та м. Севастополя)
- Charkowski Obwodowy Związek Piłki Nożnej (ukr. Харківська обласна асоціація футболу (Харківська ОАФ))
- Chersoński Obwodowy Związek Piłki Nożnej (ukr. Херсонська обласна асоціація футболу (Херсонська ОАФ))
- Chmielnicki Obwodowy Związek Piłki Nożnej (ukr. Хмельницька обласна асоціація футболу (Хмельницька ОАФ))
- Czerkaski Obwodowy Związek Piłki Nożnej (ukr. Черкаська обласна асоціація футболу (Черкаська ОАФ))
- Czernihowski Obwodowy Związek Piłki Nożnej (ukr. Чернігівська обласна асоціація футболу (Чернігівська ОАФ))
- Czerniowiecki Obwodowy Związek Piłki Nożnej (ukr. Чернівецька обласна асоціація футболу (Чернівецька ОАФ))
- Dniepropetrowski Obwodowy Związek Piłki Nożnej (ukr. Дніпропетровська обласна асоціація футболу (Дніпропетровська ОАФ))
- Doniecki Obwodowy Związek Piłki Nożnej (ukr. Донецька обласна асоціація футболу (Донецька ОАФ))
- Iwanofrankowski Obwodowy Związek Piłki Nożnej (ukr. Івано-Франківська обласна асоціація футболу (Івано-Франківська ОАФ))
- Kijowski Obwodowy Związek Piłki Nożnej (ukr. Київська обласна асоціація футболу (Київська ОАФ))
- Kirowohradzki Obwodowy Związek Piłki Nożnej (ukr. Кіровоградська обласна асоціація футболу (Кіровоградська ОАФ))
- Lwowski Obwodowy Związek Piłki Nożnej (ukr. Львівська обласна асоціація футболу (Львівська ОАФ))
- Ługanski Obwodowy Związek Piłki Nożnej (ukr. Луганська обласна асоціація футболу (Луганська ОАФ))
- Mikołajowski Obwodowy Związek Piłki Nożnej (ukr. Миколаївська обласна асоціація футболу (Миколаївська ОАФ))
- Odeski Obwodowy Związek Piłki Nożnej (ukr. Одеська обласна асоціація футболу (Одеська ОАФ))
- Połtawski Obwodowy Związek Piłki Nożnej (ukr. Полтавська обласна асоціація футболу (Полтавська ОАФ))
- Rówieński Obwodowy Związek Piłki Nożnej (ukr. Рівненська обласна асоціація футболу (Рівненська ОАФ))
- Sumski Obwodowy Związek Piłki Nożnej (ukr. Сумська обласна асоціація футболу (Сумська ОАФ))
- Tarnopolski Obwodowy Związek Piłki Nożnej (ukr. Тернопільська обласна асоціація футболу (Тернопільська ОАФ))
- Winnicki Obwodowy Związek Piłki Nożnej (ukr. Вінницька обласна асоціація футболу (Вінницька ОАФ))
- Wołyński Obwodowy Związek Piłki Nożnej (ukr. Волинська обласна асоціація футболу (Волинська ОАФ))
- Zakarpacki Obwodowy Związek Piłki Nożnej (ukr. Закарпатська обласна асоціація футболу (Закарпатська ОАФ))
- Zaporoski Obwodowy Związek Piłki Nożnej (ukr. Запорізька обласна асоціація футболу (Запорізька ОАФ))
- Żytomierski Obwodowy Związek Piłki Nożnej (ukr. Житомирська обласна асоціація футболу (Житомирська ОАФ))
- Kijowski Miejski Związek Piłki Nożnej (ukr. Асоціація футболу міста Києва (АФК))

Sewastopolski Miejski Związek Piłki Nożnej prowadzi rozgrywki o mistrzostwo i Puchar Krymu łącznie z Republikańskim Związkiem Piłki Nożnej Krymu, natomiast Odeski Obwodowy Związek Piłki Nożnej prowadzi rozgrywki o mistrzostwo i Puchar obwodu Odeskiego oraz miasta Odessy osobno.